# Leandro Gómez Harley
Leandro Gómez Harley (Montevideo, 21 marzo 1902 – Montevideo, 18 aprile 1979) è stato un cestista e ostacolista uruguaiano.
Era soprannominato "Caballero del Deporte".

## Carriera

### Pallacanestro
Fu uno dei più affermati giocatori nei primi anni della storia della pallacanestro uruguaiana. Con l'Unión Atlética di Montevideo vinse da capitano il campionato nel 1925. Cinque anni più tardi con la maglia dell'Uruguay, e sempre da capitano, ha vinto la medaglia d'oro al Campionato sudamericano del 1930; successo che bissò nell'edizione del 1932. Nell'edizione 1935 vinse la medaglia di bronzo.
Sempre nel 1935 vinse ancora il titolo uruguaiano con il Club Nacional de Football, e l'anno seguente prese parte alle Olimpiadi del 1936, classificandosi al 6º posto.

### Atletica leggera
Leandro Gómez Harley fu un eccellente atleta: il 19 maggio 1922 vinse il campionato uruguaiano nei 110 metri ostacoli con il tempo di 15"80, stabilendo il record nazionale e il record sudamericano dell'epoca.